# Kypros Damianou
Kypros Damianou (in greco: Κύπρος Δαμιανού; 3 marzo 1957) è un ex calciatore cipriota, di ruolo centrocampista.

## Carriera

### Club
Ha giocato nella massima serie cipriota con il Pezoporikos Larnaca.

### Nazionale
Ha esordito con la nazionale cipriota giocando l'ultima partita nel 1985.